# مرتضی تقی‌زاده
مرتضی تقی‌زاده (زادهٔ ۶ فروردین ۱۳۶۶) بازیگر، نویسنده و کارگردان ایرانی است. او فارغ‌التحصیل رشتهٔ فناوری اطلاعات می‌باشد و از سال ۱۳۸۱ فعالیت هنری خود را با بازیگری تئاتر (نمایش‌های خانم سرگرد باربارا به کارگردانی مهرداد رایانی مخصوص و قضیه تراخیس به کارگردانی افشین هاشمی) آغاز کرده‌است.

## زندگی
مرتضی تقی‌زاده در ۶ فروردین ۱۳۶۶ در تهران متولد شد، وی تا کنون ازدواج نکرده و مجرد است، برادر وی مصطفی تقی‌زاده کارگردان ایرانی است، وی نخستین بار در سال ۱۳۹۰ جایزه برترین نویسندگی را بابت نمایش «خرمشهر-بغداد، سالهای زیر رگبار» در جشنواره تئاتر دفاع مقدس استان تهران کسب کرد که از این نمایشنامه کتابی با همین عنوانم چاپ گردید. سپس در سال ۱۳۹۱ بابت نویسندگی نمایش گرمابه ابدی رتبه دوم و بابت کارگردانی همین نمایش رتبه سوم را در جشنواره تئاتر استان تهران کسب نمود. او همچنین بابت نویسندگی و کارگردانی تئاتر «زمستان است» در سال ۱۳۹۳ برنده جوایز برترین نویسندگی، کارگردانی، طراحی صحنه و طراحی لباس را از جشنواره تئاتر استانی تهران شد و برای نمایش «روز دربی، شب که شد» در سال ۱۳۹۴ جوایز برترین کارگردانی و دومین نویسندگی برتر را از جشنواره تئاتر استان تهران کسب نمود تا موفق به حضور در جشنواره تئاتر فجر شود. وی در سال ۱۳۹۷ رتبه دوم برای نمایشنامه‌نویسی دو نمایش را در جشنواره نمایشنامه‌نویسی استان تهران کسب نمود.

## فعالیت هنری
تقی‌زاده با فیلم «زرد» در سال ۱۳۹۶ اثر مصطفی تقی‌زاده وارد عرصه تصویر شد و پس از آن در سریالهای «محکومین» در سال ۱۳۹۶ و «سرگذشت» به کارگردانی سید جمال سیدحاتمی بازی کرد. او همچنین در سینمایی «بیرو» در سال ۱۳۹۸ ساخته مرتضی‌علی عباس‌میرزایی که در لیست فیلم‌های چهلمین جشنواره فیلم فجر حضور دارد ایفای نقش کرده است. بازی در سریال «حرفه‌ای» در سال ۱۳۹۹ به کارگردانی مصطفی تقی‌زاده باعث شناخته شدن بیشتر تقی‌زاده شد. پس از آن بازی در سریال «خون‌سرد» به کارگردانی امیرحسین ترابی در نقش نویدی هکر اداره آگاهی ظاهر شد. از فعالیت‌های سالهای اخیر وی می‌توان به بازی در فیلم سینمایی «سال گربه»به کارگردانی مصطفی تقی‌زاده و اجرای عموم تاتر «ناصدا» به کارگردانی مهدی برومند اشاره کرد. وی در تازه‌ترین اثر خود در سریال «جان‌سخت» در نقش حامد گودرزی به کارگردانی برادرش حضور دارد.

## فیلم‌شناسی

### سینما
| سال  | نام        | کارگردان              | نقش          |
| ---- | ---------- | --------------------- | ------------ |
| ۱۳۹۵ | زرد        | مصطفی تقی‌زاده         | محسن         |
| ۱۴۰۰ | بیرو       | مرتضی‌علی عباس میرزایی | سعید ریاضی   |
| ۱۴۰۲ | تمساح خونی | جواد عزتی             | افسر نگهبان  |
| ۱۴۰۳ | سال گربه   | مصطفی تقی‌زاده         | نگهبان زندان |

### تلویزیون
| سال  | نام     | کارگردان                      | نقش |
| ---- | ------- | ----------------------------- | --- |
| ۱۳۹۶ | محکومین | حسین قناعت، سید جمال سیدحاتمی |     |
| ۱۳۹۸ | سرگذشت  | سید جمال سیدحاتمی             |     |

### نمایش خانگی
| سال  | نام    | کارگردان       | نقش   |
| ---- | ------ | -------------- | ----- |
| ۱۳۹۹ | حرفه‌ای | مصطفی تقی‌زاده  | سینا  |
| ۱۴۰۱ | خون‌سرد | امیرحسین ترابی | نویدی |
| ۱۴۰۳ | جان‌سخت | مصطفی تقی‌زاده  | حامد  |

### تئاتر
| نام تئاتر                         | نقش                |
| --------------------------------- | ------------------ |
| خانم سرگرد باربارا                | نویسنده و کارگردان |
| قضیه تراخیس                       | نویسنده و کارگردان |
| لطفا با صدای بلندتر حرف بزن (کات) | نویسنده و کارگردان |
| خرمشهر بغداد سال‌های زیر رگبار     | نویسنده و کارگردان |
| گرمابه ابدی                       | نویسنده و کارگردان |
| زمستان است                        | نویسنده و کارگردان |
| روز دربی شب که شد                 | نویسنده و کارگردان |
| ناصدا                             | بازیگر             |

## کتاب‌ها
| نام                           | نویسنده       |
| ----------------------------- | ------------- |
| خرمشهر بغداد سال‌های زیر رگبار | مرتضی تقی‌زاده |